# أندري كوزلوف (لاعب كرة قدم)
أندري كوزلوف (بالروسية: Андрей Козлов)‏ (15 سبتمبر 1973 ببيلغورود في روسيا - ) هو مدرب كرة قدم ولاعب كرة قدم روسي في مركز الهجوم. لعب مع أرسنال تولا وأمكار بيرم وروبين كازان وشينيك ياروسلافل ونادي خزر لنكران ونادي روستوف أون دون ونادي روستوف ونادي ساتورن رامنسكوي ودينامو ستافروبول وفاكل فارونيش ‏ وFC SOYUZ-Gazprom Izhevsk ‏ وFC Oryol ‏ وFC Lokomotiv Nizhny Novgorod ‏ وFC Burevestnik-YuRGUES Shakhty ‏ وFC Volgodonsk ‏ وFC Druzhba Arzamas ‏ ونادي سكا خاباروفسك.

## وصلات خارجية
- أندري كوزلوف (لاعب كرة قدم) على موقع قاعدة بيانات كرة القدم.إي يو (الإنجليزية)